# 小小雪精灵
《小小雪精靈》（日語：ちっちゃな雪使いシュガー），香港翡翠台譯《小天使糖糖》，是日本TBS電視台製作的一部電視動畫，講述的是11歲的女孩莎佳與見習季節精靈糖糖邂逅之後發生的故事。最初於2001年10月至2002年5月播出，共24集。2001年12月1日至2002年5月11日在數字衛星頻道BS-i播出寬銀幕版。2003年播出了上下兩集的夏季特別篇。
2003年8月11日迪士尼頻道 (台灣)每週1至週5
PM6:00~6:30 重播PM11:00~11:30首播。

## 故事大綱
住在德國小鎮穆倫堡（原型為羅滕堡）的莎佳是個有板有眼、對每件事都詳加規劃的11歲女孩，她與祖母住在一起，課餘時間在鎮上的咖啡館打工。某日，莎佳遇見了餓倒在路邊的見習季節精靈糖糖，季節精靈可以用樂器改變天氣，而糖糖可以用吹笛來來掌管降雪，她的出現打亂了莎佳原來平和寧靜的生活。糖糖有兩個朋友，同在見習的太陽精靈小鹽和風精靈胡椒。
三個精靈都對莎佳可以看見自己而感到意外，因為按常理人類不該看到季節精靈。祂們是被送到人間界進行考驗的見習精靈，只要能找到「閃耀」，讓魔法之花盛開，便能從精靈界學校畢業，成為獨當一面的季節精靈。但因為他們對人類世界很不了解，所以經常闖禍或鬧笑話，也造成許多誤會和爭吵，把莎佳的日常生活搞得風風雨雨。
在莎佳的同學中，較常出現的包括她的朋友安妮和諾瑪，兩人和莎佳是好姊妹。菲爾是夢想成為科學家的男孩，艾倫和約翰常擔任他的助手，三人做出的發明通常會失敗，但偶爾會建奇功。葛蕾妲是千金小姐，經常與莎佳作對，一直以來都視她為死對頭，總是抓住各種場合想贏過莎佳。
莎佳的母親早逝，而莎佳經常透過彈奏母親遺留的鋼琴來思念她。這架鋼琴被放在鎮上的樂器行裡待售。莎佳認識了漢默德劇團的鋼琴師兼演員威聖多，由於莎佳起初不認同威聖多演奏的理念，一直對他心懷芥蒂，但後來兩人在劇團演出時共同演奏，讓莎佳得以釋懷。
隨著兩人經歷的事件越來越多，雖然兩人仍時常爭吵，但也越來越懂得關心彼此，之後糖糖帶來的種子開出魔法之花的花苞，但她仍不知出現花苞的原因，魔法能力的進展也很緩慢。
在偶然的情況下，葛蕾妲的父親買了莎佳亡母的鋼琴，將其當成葛蕾妲的生日禮物。莎佳對此消沉無比，並發憤打工要將鋼琴買回，但她一直勉強自我，性情大變。小鹽找到自己的志向，改成為雲精靈，並使魔法之花盛開；而胡椒也因為對所居住的一個家庭裡的小嬰兒的愛與關懷，促使魔法之花盛開，返回精靈界。糖糖想幫忙莎佳，卻總是弄巧成拙，她的魔法之花因此枯萎，而她也不支倒地，而莎佳也十分消沉。
葛蕾妲痛斥了莎佳，並召集她的朋友，要暗中把鋼琴運回她家。在莎佳體會到糖糖的用心後，用玩具鋼琴彈奏了一曲，讓糖糖恢復了精神，祂的魔法之花也重新挺直。在葛蕾妲等人搬運鋼琴的過程中，載運鋼琴的板車失控，在鎮上橫衝直撞，莎佳也因此得知計畫，就在鋼琴即將被撞毀時，精靈們施展魔法保住了它，而糖糖的魔法之花也完全綻放。
莎佳將鋼琴還給葛蕾妲，並表示自己對此釋懷。葛蕾妲再將鋼琴放在樂器行，讓莎佳可以隨時彈奏此琴。莎佳和糖糖體認到對彼此的重要性，而她們也都明白了何謂「閃耀」，糖糖向莎佳道謝後便回到精靈界。莎佳之後的生活就像做了一場美夢一般，回歸了正軌。

## 登場人物

### 主角
- 莎佳‧褒曼（サガ・ベルイマン，Saga Bergman）（配音員：淺野真澄；詹雅菁；鄭麗麗）

本作品的女主角。生活在穆倫堡小鎮的11歲人類少女。世間少數能看到季節精靈的人。莎佳的父母都去世了，現在與祖母一起生活。莎佳是一個非常活潑而有個性的少女，生活非常有規律，還會幫朋友安排時間。課餘時在魯奇諾先生經營的咖啡館打工。喜歡彈鋼琴。
- 糖糖（Sugar）（配音員：川上倫子；林美秀；劉惠雲）

本作品的另一位女主角。糖糖是一位見習季節精靈，更準確地說，是見習雪精靈。相當於人類年齡的9歲。會使用魔法笛子製造雪花。夢想是成為像母親那樣的獨當一面的雪精靈。與莎佳住在一起，喜歡吃鬆餅。

### 莎佳的同學們
- 諾瑪（Norma）（配音員：石毛佐和；林元春）

莎佳的同学。性格活泼。兴趣是时髦的东西。
- 安妮（Anne）（配音員：中川亞紀子；錢欣郁；黃麗芳）

莎佳的同学，和諾瑪、莎佳三个人是好朋友。性格温和，兴趣是写剧本。
- 葛蕾妲（グレタ，Greta）（配音員：西村千；錢欣郁；曾秀清）

莎佳的同学，有钱人家的千金小姐。尽管她认为莎佳是自己的对手，可是莎佳并没有意识到。她总是想抓住机会在各种场合胜过莎佳，然而几乎每次都撲了空。
- 菲爾（Phil）（配音員：真田麻美；朱憶華；盧素娟）

莎佳的同学。他将来想成为科学家，因此经常进行所谓的“科学实验”，并让莎佳也参与实验。但是实验经常失败。是一个类似于《魔女宅急便》里Tombo（蜻蜓）式的角色。
- 艾倫（Alan）（配音員：福島潤；黃鳳英）

莎佳的同学，菲尔的“科学实验”的助手之一。
- 約翰（Jean）（配音員：笹本優子；林丹鳳）

莎佳的同学，菲尔的“科学实验”的助手之一。

### 季節精靈
- 小鹽（Salt）（錢欣郁；雷碧娜）

糖糖的好友。使用魔法小號的見習太陽精靈。嚴格的父親希望他成為太陽精靈，但是他對於「子承父業」一事感到困惑，動畫版最終成為了雲精靈。
- 胡椒（Pepper）（配音員：水橋香織；沈小蘭）

使用豎琴召喚風的見習風精靈，和小鹽同為糖糖的好友。相當於人類年齡的9歲。她可以與動物溝通，平時的性格非常溫和且認真，成績表現也是本作登場的眾見習精靈中最優異的。在人間界時寄住在一位女獸醫師家中。
- 薑粉（Ginger）（配音員：三石琴乃；陳凱婷）

美丽的雨精靈。使用小提琴召喚雨。相當於人類的20歲。暗戀著雲精靈薑黄。
- 薑黃（Turmeric）（配音員：野島健兒；梁偉德）

使用大提琴的雲精靈。性格超然，经常觉察不到薑粉对他的爱慕之情。是小鹽的偶像。
- 長老大人（長老さま，Choro-sama（Elder））（配音員：立木文彥；梁興昌；陳曙光）

使用指揮棒操纵各种天气现象的季节精灵长老。为了监督糖糖等见习精灵而来到人间，但是实际的目的是追求薑粉。平時總不掩飾好色的老頑童性格。
- 羅勒（Basil）（配音員：小林由美子﹔黃鳳英）

使用鼓的见习雷精灵，和肉桂是伙伴。
- 肉桂（Cinnamon）（配音員：平松晶子；袁淑珍）

使用鐃鈸的见习冰精灵。和羅勒是一对“不良”伙伴。

### 其他
- 英格麗特‧褒曼（イングリット・ベルイマン，Ingrid Bergman）（配音員：皆口裕子；林丹鳳）

莎佳的母親，是一位有名的鋼琴家。在莎佳還小的時候因車禍去世。
與瑞典已故著名女演員英格麗·褒曼同名同姓。
- 蕾吉娜（レジーナ，Regina）（配音員：秋元千賀子；朱憶華﹔區瑞華）

莎佳的祖母，在莎佳父母死後一直照顧著莎佳。非常關心莎佳。
- 路奇諾（ルキーノ，Luchino）（配音員：鈴木清信；黃子敬）

莎佳打工的咖啡店“Little Me”（リトル·ミィ）的老闆，是一個溫和而有點散漫的人。
- 保羅（Paul）（配音員：松本保典；雷霆）

樂器行的員工。允許莎佳於店長不在時彈奏店內的鋼琴（本來是莎佳母親所擁有的，後來賣給了樂器行）。知道莎佳的身世，很同情她。
- 店長

樂器行的老闆，是一個不苟言笑的人，其實內心很同情莎佳。
- 亨利（Henry）（配音員：梅津秀行；林國雄）

穆倫堡觀光塔的管理員。經常向Little Me咖啡店訂咖啡。莎佳每次送完咖啡以後，喜歡留在塔上看小鎮的風景。
- 卡農（Canon）（配音員：川田妙子；陳凱婷）

莎佳祖母的朋友，美蘭阿姨的女兒，3歲的小女孩。莎佳曾照顧過她。
- 文森特（ヴィンセント，Vincent）（配音員：岩田光央；陳卓智）

巡迴劇團「夏文特劇團」的演員兼鋼琴師。認識莎佳的母親，能看到季節精靈。
- 漢娜老師（ハンナ先生，Miss Hanna）（配音員：平松晶子；沈小蘭、黃麗芳（代配））

莎佳就讀學校裡的女教師，她的寵物是一隻烏龜。

## 製作人員
- 原作：蒼春香
- 監督：木村真一郎
- 策劃監修：櫻井弘明
- 系列構成：山田靖智
- 人物原案：小夏鈍帆
- 角色設計：川嶋恵子
- 美術監督：小林七郎
- 色彩設計：店橋真弓
- 攝影監督：鈴木洋平
- 剪接：西山茂
- 音樂：光宗信吉
- 音響監督：鶴岡陽太
- 製作人：關戶雄一、八木聖美、蜂屋誠一、源生哲雄、松倉友二
- 動畫製作：J.C.STAFF
- 製作協力：先鋒LDC、Broccoli、角川書店
- 製作：糖糖製作委員會、TBS

## 主题曲

### 片頭曲
《Sugar Baby Love》
歌：石田燿子
作曲、作詞：W.BICKERTON,T.WADDINGTON
日語歌詞：JOE LEMON
編曲：光宗信吉
《愛美麗天使》（香港版）
歌：梁詠琪
作曲：Wayne Bickerton / Tony Waddington
作詞：陳少琪
編曲：張人傑
監製：趙增熹

### 片尾曲
《Snow flower》
歌：山本麻里安
作曲、編曲：光宗信吉
作詞：飯塚麻鈍
《心之鋼琴》（特別篇）
歌：浅野真澄
作曲、編曲：光宗信吉
作詞：

## 各集标题
| 集數   | 日文標題                     | 中文標題               | 英文標題                                  | 腳本       | 分鏡       | 演出       | 作畫監督                 |
| ------ | ---------------------------- | ---------------------- | ----------------------------------------- | ---------- | ---------- | ---------- | ------------------------ |
| 1      | サガ、シュガーと出会う       | 莎加和糖糖的相遇       | Saga Meets Sugar                          | 山田靖智   | 木村真一郎 | 木村真一郎 | 川嶋恵子                 |
| 2      | ちっちゃなルームメイト       | 小小的同居人           | An Itsy-Bitsy Roommate                    | 水上清資   | 木村真一郎 | 平池芳正   | 中山由美                 |
| 3      | きらきら、ぽかぽか、ふわふわ | 亮晶晶、暖呼呼、輕飄飄 | Twinkle-Twinkle, Comfy-Warm, Puffy-Fluffy | 堀井明子   | 木村真一郎 | 平池芳正   | 中山由美                 |
| 4      | 「きらめき」はどこ?          | 「閃耀」在哪裡？       | Where Are The "Twinkles"?                 | 山田靖智   | 吉田義樹   | 玉野陽美   | 大河原晴男               |
| 5      | 長老さま現る!!               | 長老大人出現了         | The Elder Arrives!!                       | 水上清資   | 吉田義樹   | 水無月弥生 | 古田誠                   |
| 6      | ゴメンねがいえなくて         | 說不出抱歉             | I Couldn't Say Sorry                      | 水上清資   | 福多潤     | 高瀨節夫   | 石井ゆみこ               |
| 7      | 心をつなぐメロディー         | 聯繫心靈的旋律         | Heart Joining Melody                      | 山田靖智   | 別所誠人   | 長尾肅     | 松田寬                   |
| 8      | 夢のカタチ                   | 夢的形狀               | The Shape of Dreams                       | 堀井明子   | 巴男吾     | 玉野陽美   | 大河原晴男               |
| 9      | クマのピアニスト             | 熊熊鋼琴家             | The Bear Pianist                          | 水上清資   | 木村真一郎 | 平池芳正   | 中山由美 川嶋恵子 小澤郁 |
| 10     | バックステージハプニング     | 後台事件               | A Backstage Happening                     | 大久保智康 | 玉野陽美   | 長尾肅     | 古田誠                   |
| 11     | あたしの好きなピアノ         | 我喜歡的鋼琴           | My Favorite Piano                         | 山田靖智   | 長澤剛     | 高瀨節夫   | 日高真由美               |
| 12     | さよなら、クマさん           | 再見了，熊熊先生       | Goodbye, Mr. Bear                         | 堀井明子   | 福多潤     | 湖山禎崇   | 松田寛                   |
| 13     | 「きらめき」みつけた!?       | 找到閃耀了？！         | A "Twinkle" Found!?                       | 水上清資   | 別所誠人   | 玉野陽美   | 竹內昭 河野稔            |
| 14     | ペッパーとカメさんの夢       | 胡椒和烏龜先生的夢     | Pepper and The Dream of Mr. Turtle        | 大久保智康 | 玉野陽美   | 水無月弥生 | 中山由美                 |
| 15     | ちっちゃなお客さま           | 小小的客人             | The Tiny Guest                            | 山田靖智   | 櫻美勝志   | 山口賴房   | 三浦貴弘                 |
| 16     | 遠いまちの初雪               | 異鄉的初雪             | The Faraway Town's First Snow             | 山田靖智   | 島津奔     | 長尾肅     | 古田誠                   |
| 17     | シュガーを待ちながら         | 等待糖糖回來           | While Waiting For Sugar                   | 大久保智康 | 福多潤     | 高瀬節夫   | 石井ゆみこ 屋幸秀        |
| 18     | おまつり、ワッホー!          | 祭典、哇呵！           | Festival! Waffo!                          | 堀井明子   | 鈴木利正   | 湖山禎崇   | 松田ひろし 岡野幸男      |
| 19     | ふたりだけの思い出           | 屬於兩個人的回憶       | One Memory For Two                        | 水上清資   | 巴男吾     | 平池芳正   | 小澤郁                   |
| 20     | 消えちゃった約束             | 消失的約定             | The Vanished Promise                      | 山田靖智   | 別所誠人   | 和田裕三   | 河野稔                   |
| 21     | ひとりぼっちのふたり         | 兩個孤獨的人           | The Lonely Two                            | 大久保智康 | 櫻美勝志   | 山口頼房   | 三浦貴弘                 |
| 22     | ゴメンね、シュガー           | 抱歉了，糖糖           | I'm sorry, Sugar                          | 山田靖智   | 上田茂     | 長尾肅     | 古田誠                   |
| 23     | ミューレンブルクの小さな奇跡 | 穆倫堡的小小奇蹟       | Tiny Miracle at Muhlenburg                | 水上清資   | 島津奔     | 櫻美勝志   | 中山由美                 |
| 24     | あたしはここにいるよ         | 我在這裡喔             | I'm Right Over Here                       | 山田靖智   | 木村真一郎 | 木村真一郎 | 川嶋恵子                 |
| 特別篇 | その胸にあるもの 前編        | 存在心中的東西 前篇    | What's In Your Heart（Part 1）            | 山田靖智   | 木村真一郎 | 木村真一郎 | 小澤郁                   |
| 特別篇 | その胸にあるもの 後編        | 存在心中的東西 後篇    | What's In Your Heart（Part 2）            | 山田靖智   | 木村真一郎 | 木村真一郎 | 小澤郁 松田寛 古田誠     |

## 播放電視台
日本
| 日本 TBS 星期三2:30～2:50節目 | 日本 TBS 星期三2:30～2:50節目                | 日本 TBS 星期三2:30～2:50節目 |
| ----------------------------- | -------------------------------------------- | ----------------------------- |
|                               | 小小雪精灵 （2001年10月3日 - 2002年3月27日） |                               |
| （新動畫時段）                | Chobits                                      |                               |

## 背景资料

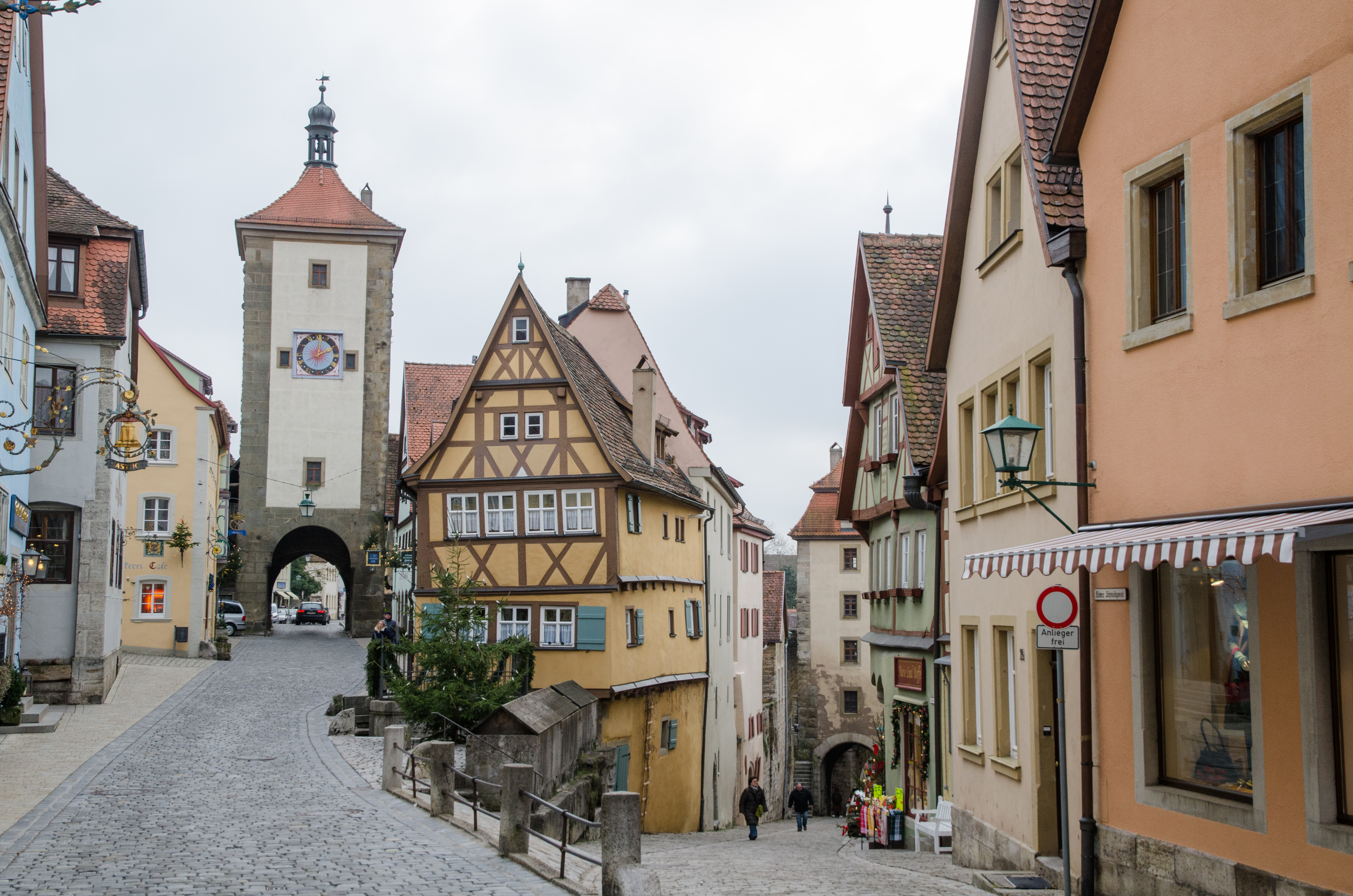
莎佳居住小镇的原型，德国罗腾堡

本作最初是安排在TBS的数字卫星频道BS-i的深夜时段播出，通常意味著更适合成年人观看。但是由于本作的制作水准很高，而且幾乎没有未成年人不宜观賞的内容，在播出之后便收到了很高的评价，后来又在未成年人的时段播出。
不过，尽管本作品适合各年龄段观众观看，它其实是一部“萌系”的作品。这可能也是当初TBS把它放在深夜（針對成年男性）播出的原因。负责人物设计的小夏鈍帆属于走“萌”路线的漫画家，她的《迷糊天使》等作品便属于此类型。
本作品有时候也被认为是具有百合意味的作品。
本作裡的穆伦堡（Muhlenburg）是一个虚构的城市，它是以德国罗腾堡（Rothenburg ob der Tauber）为原型设计的。动画制作人员曾到當地进行取材。
主题曲《Sugar Baby Love》是由一首1974年Rubettes乐队創作的同名英文歌曲翻唱而來。
本作品也出版过漫画和小说版。

## CD

### 音樂 CD
全面首創LDC（現・Geneon Universal Entertainment Japan）增加發售。
- 「Sugar Baby Love」/「Snow flower」（2001年10月24日、PICA-0009）
- 小天使糖糖 music note.1（2001年11月22日、初回限定盤：PICA-1247、通常盤：PICA-1234）

完全收錄電視版的片頭曲 / 片尾曲、在劇中所使用的BGM、與角色的廣播劇。
- 小天使糖糖 magical stage.1（2001年12月21日、PICA-0010）

完全收錄Character、Drama、配音員的評語。
- 小天使糖糖 magical stage.2（2002年2月22日、PICA-0011）

完全收錄Character、Drama、配音員的評語。
- 小天使糖糖 music note.2（2002年3月22日、PICA-1235）

完全收錄浅野真澄所主唱的特別篇片尾主題曲「心之鋼琴」（こころのピアノ）、在劇中所使用的BGM、插曲、角色的廣播劇。

### Drama CD
Broccoli增加發售。
- 小天使糖糖  Drama CD（2002年3月30日）

一盡收錄Radio「相同的房間」的廣播劇播放。

## 相關書籍

### 漫畫
『小天使糖糖』
作畫：小夏鈍帆 / 人物設定：蒼春香 / 原作：BH SNOW+CLINIC
出版社：角川書店（角川漫畫龍之Jr.）
1. 2001年12月 ISBN 4-04-712285-8
2. 2002年7月 ISBN 4-04-712301-3
3. 2002年12月 ISBN 4-04-712314-5

『小天使糖糖  糖糖的小小珠寶盒』
出版社：角川書店（角川漫畫龍之Jr.）
漫畫選集。
2002年6月 ISBN 4-04-712300-5

### 小說
『小天使糖糖』
作者：大河内一樓 / 原作：蒼春香
出版：富士見書房（富士見幻想文庫）
2002年8月 ISBN 4-8291-1452-5

### 其他
『小天使糖糖 閃耀之書』
出版社：角川書店
原画・設定資料集。
2002年5月 ISBN 4-04-853499-8
『羅馬專輯』
出版社：德間書店
2002年6月 ISBN 4-19-720204-0

## 外部連結
- TBS关于小小雪精灵的官方网站 （页面存档备份，存于）（日語）
- 英文版官方网站關閉。2008年6月18日存檔於互聯網檔案館。（英文）
- 角川书店的关于该作品的介绍（日語）